# 口腔粘膜
口腔粘膜（こうくうねんまく、英語: Oral mucosa）は、口の内側にある粘膜で、口腔上皮と呼ばれる重層扁平上皮と粘膜固有層と呼ばれる結合組織から構成される。口腔は、個人の健康状態を映す鏡と呼ばれることもある。病気を示す変化は、口腔粘膜の変化として現れ、糖尿病やビタミン欠乏等の全身状態、または慢性的なタバコやアルコール摂取による局所的影響を明らかにする可能性がある。

## 分類
機能と組織学の観点から、口腔粘膜は次の3つに分類することができる。
- 咀嚼粘膜：ケラチン化した重層扁平上皮で、舌の背側や口蓋、歯肉等で見られる。
- 被覆粘膜：ケラチン化されていない重層扁平上皮で、以下を含め、口腔内の他のほぼ全ての場所で見られる。
  - 頬粘膜：頬及び口底の内側の粘膜で、被覆粘膜の一部
  - 口唇粘膜：唇の内側の粘膜で、被覆粘膜の一部
  - 歯槽粘膜：頬粘膜と口唇粘膜の間の粘膜で、血管が多く明るい赤色をしており、滑らかである。乳頭間突起により下の組織とはつながっていない[4]。
- 特殊粘膜：舌の背側表面の舌乳頭上の味蕾に局在し、一般的な感覚の受容と味覚の知覚のために神経終末を含んでいる[5]。

## 構造

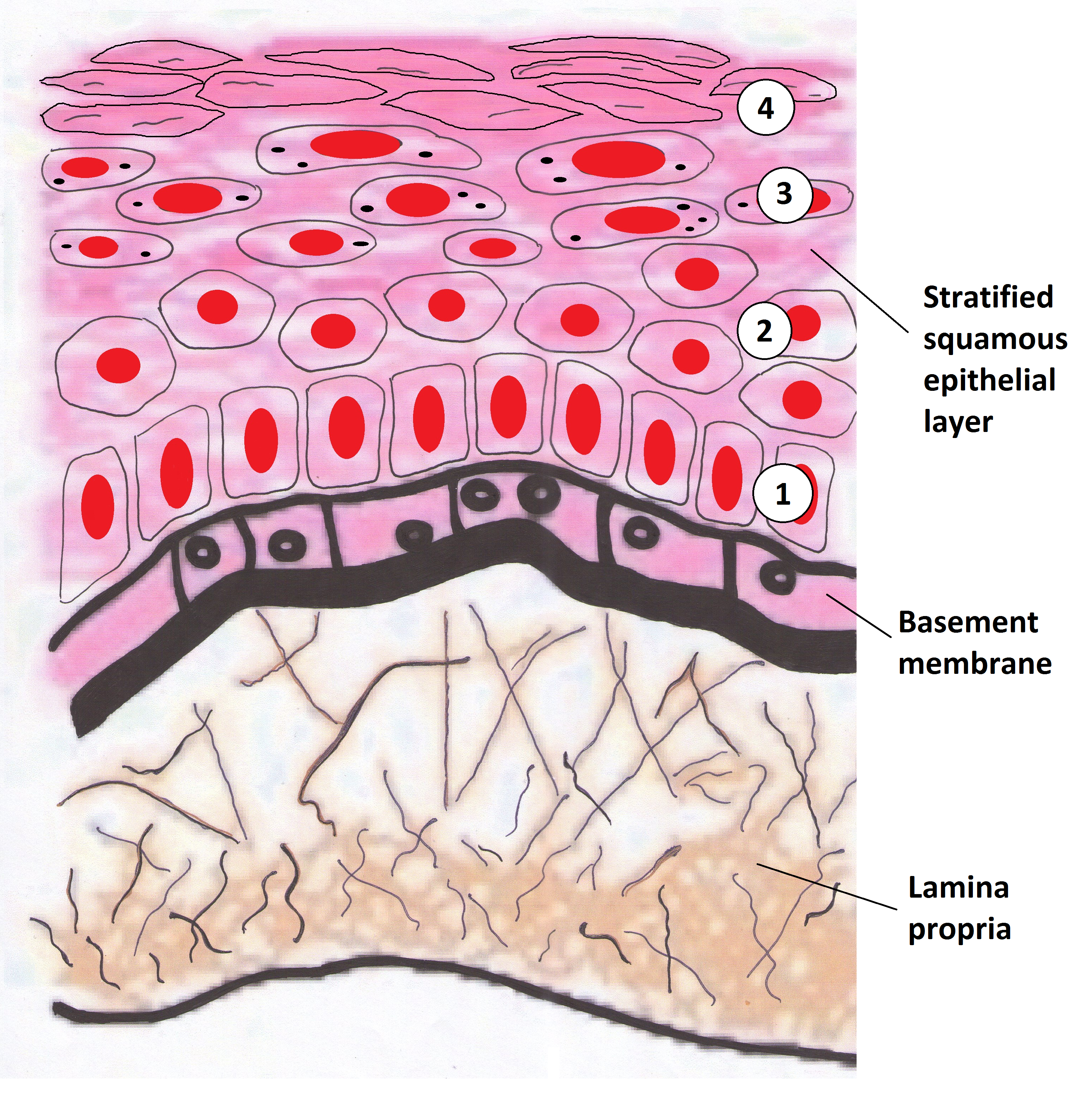
Schematic illustration of the layers found in keratinized oral mucosa that include a deeper lamina propria and basement membrane in-between and superficial layers of strafied squamous epithelium that include from deepest to most superficial:
1: Stratum basale
2: Stratum spinosum
3: Stratum granulosum
4: Stratum corneum

口腔粘膜は、上層の重層扁平上皮と下層の粘膜固有層という2つの層からなる。ケラチン化した口腔粘膜では、上皮は以下の4層からなる。
- 基底層
- 有棘層
- 顆粒層
- 角質

ケラチン化していない口腔粘膜では、深い2つの層（基底層と有棘層）は同じだが、外側の2層は中間層及び表層と呼ばれる。
口内の位置に応じて、上皮はケラチン化されていたり、いなかったりする。ケラチン化されていない扁平上皮は軟口蓋、唇内側、頬内側、口底、舌の腹側等を覆っている。ケラチン化された扁平上皮は歯肉、硬口蓋、舌の背側等に存在する。
ケラチン化は、角質を形成するために、顆粒層中のケラチノサイトが死んだ表面細胞に細胞分化することである。基底層に存在する前駆細胞が表層に異動し、細胞分化が完結する。
ケラチン化された上皮と異なり、ケラチン化されていない上皮は表層を持たない。しかし、摩擦や化学的損傷への応答としてケラチン化されることがあり、この場合は過角化となる。この過角化は、通常はケラチン化されない頬粘膜において、硬化した組織である白線が形成される際に起こる。特に、ブラキシズムの習慣がある患者では、白線の範囲が広くなる。
ケラチン化された組織も過角化することがある。過剰量のケラチンは、その部位への慢性的な物理的損傷により引き起こされる。この傷が治ると過角化のような変化は収まるが、組織からケラチンが消失するには時間を要する。そのため、悪性の変化かどうかを確かめるため、特に癌の可能性が高い場合には、生体組織診断と白化した組織の顕微鏡観察が行われる。過角化組織は、喫煙の熱や硬口蓋上の熱い液体とも関連がある。
粘膜固有層は、I型コラーゲン、III型コラーゲン及びエラスチン繊維からなる繊維状結合組織層である。粘膜固有層の主要な細胞は線維芽細胞であり、繊維及び細胞外マトリックスの生成に関わっている。
粘膜固有層は、他の全ての結合組織と同様に、乳頭層と緻密層の2つの層を持つ。乳頭層は粘膜固有層のより表面の層である。緩い結合組織と血管、神経組織からなる。組織は、等量の繊維、細胞、細胞間物質を含む。緻密層は粘膜固有層のより深部の層である。密な結合組織と大量の繊維からなる。乳頭層とより深い層の間には毛細血管網があり、粘膜の全ての層に栄養を供給している。
口腔内の部位によって、緻密層のさらに下に粘膜下層がある場合もある。粘膜下層は緩い結合組織からなり、脂肪組織や唾液腺、また骨や筋肉を含む場合もある。
ケラチン化されていない組織には、フォアダイスが存在することもある。これらは粘膜の表面上の小さく黄色い隆起として見え、毛包に付随する粘膜下層の皮脂腺からの皮脂の沈着が原因である。
基底膜は、口腔上皮と粘膜固有層の境界にあり、上皮や真皮に似ている。

## 機能
保護、感覚、分泌、熱の調整がある。